# Melissa rosso
Il Melissa rosso è un vino DOC la cui produzione è consentita nelle province di Catanzaro e Crotone.

## Caratteristiche organolettiche
- colore: dal rosso carico al rosso rubino con riflessi arancioni se invecchiato.
- odore: vinoso, caratteristico.
- sapore: asciutto, di corpo, sapido, caratteristico.

## Produzione
Provincia, stagione, volume in ettolitri
- Catanzaro  (1991/92)  980,43
- Catanzaro  (1992/93)  1492,81
- Catanzaro  (1993/94)  1578,46
- Catanzaro  (1994/95)  3416,0
- Crotone  (1995/96)  1826,77
- Crotone  (1996/97)  367,22